# ISO 3103
ISO 3103 és un estàndard publicat per l'Organització Internacional per a l'Estandardització (coneguda com a ISO), especificant el mètode estandaritzat per elaborar te possiblement mostrejat pels mètodes estandarditzats descrits a l'ISO 1839. Va ser establert originalment el 1980 com a BS 6008:1980 per la British Standards Institution i se'n va publicar una revisió el desembre de 2019 com a ISO/NP 3103. Va ser produït per l'ISO Technical Committee 34 (Productes alimentaris), Sub-Comitè 8 (Te).
La sinopsi diu el següent:
El mètode consisteix en l'extracció de substàncies solubles de la fulla de te seca continguda en un recipient de porcellana o terrissa, mitjançant l'afegit d'aigua bullint, abocant el licor en un bol de porcellana blanca o terrissa, examinant les propietats organolèptiques de la fulla infusionada, i del licor amb o sense llet, o ambdues.

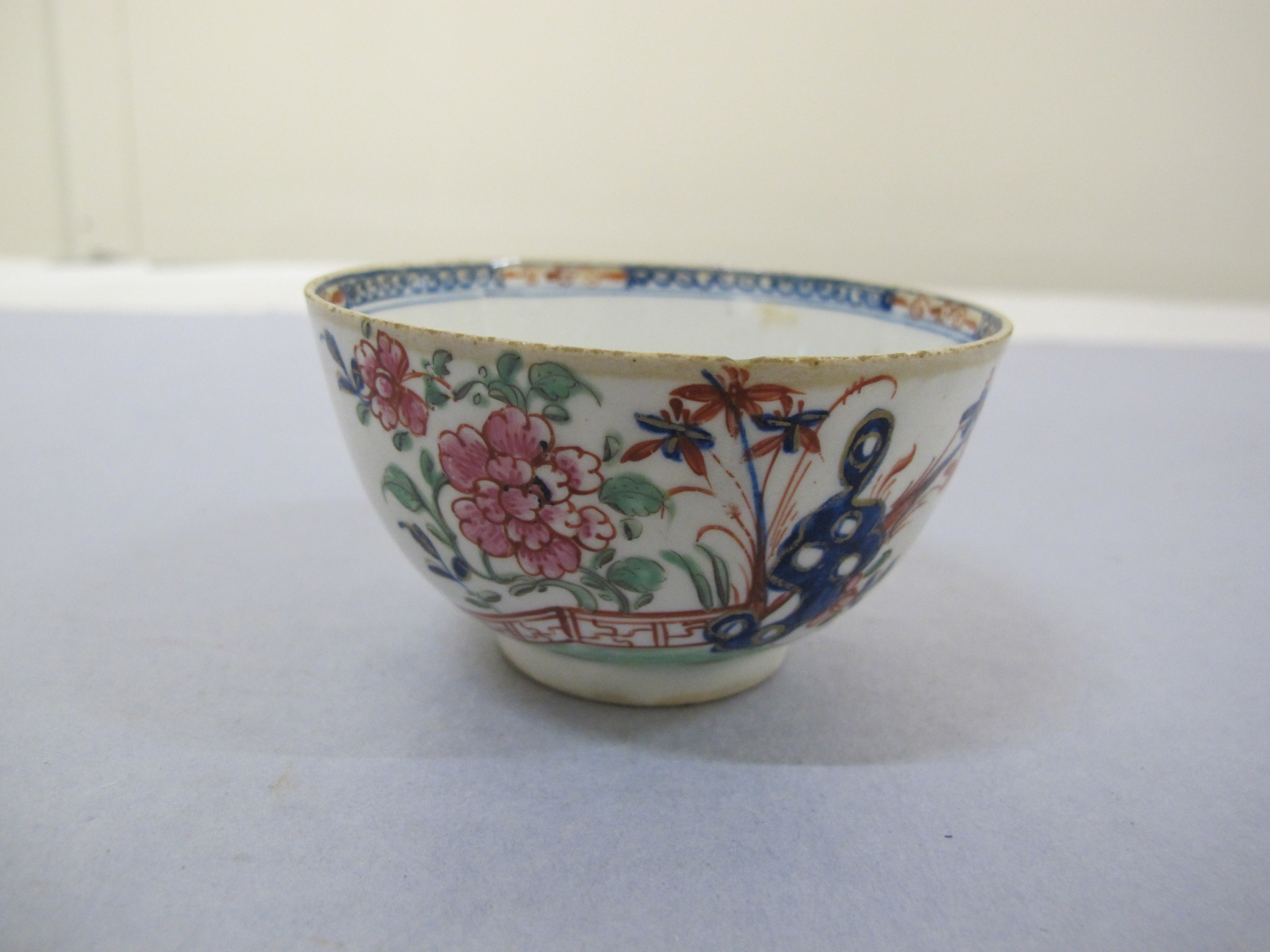
Un bol de porcellana

Aquesta norma no pretén definir el mètode adequat per a elaborar te destinat al consum general, sinó més aviat documentar un procediment d'elaboració de te on es poden fer comparacions sensorials significatives. Un exemple d'aquesta prova seria un tast per establir la mescla de tes escollida per a una marca en particular per tal de mantenir una degustació coherent de la beguda elaborada de collita a collita.
L'obra va ser la guanyadora del Premi Ig Nobel de Literatura el 1999.

## Detalls
Per mantenir uns resultats coherents, les recomanacions donades per l'estàndard són les següents:
- El recipient ha de ser de porcellana blanca o de ceràmica vidriada i ha de tenir una vora parcialment serrada. Hauria de tenir una tapa que s'ajusti folgadament a l'envàs.
- Si s'utilitza un recipient gran, aquest ha de tenir una capacitat màxima de 310 ml (±8 ml) i ha de pesar 200 g (±10 g).
- Si s'utilitza un recipient petit, ha de tenir una capacitat màxima de 150 ml (±4 ml) i ha de pesar 118 g (±10 g).
- S'han de fer servir 2 grams de te (mesurats amb ±2% de precisió) per cada 100 ml d'aigua bullint.
- L'aigua bullint s'ha d'abocar al recipient a menys de 4–6 mm de la vora. Cal esperar 20 segons perquè l'aigua es refredi.
- L'aigua ha de ser similar a l'aigua potable del lloc on es consumirà el te.
- El temps d'nfusió és de 6 minuts.
- El te elaborat s'ha d'abocar en una tassa de porcellana blanca o ceràmica vidriada.
- Si s'utilitza una tassa gran, aquesta ha de tenir una capacitat de 380 ml i pesar 200 g (±20 g).
- Si s'utilitza una tassa petita, aquesta ha de tenir una capacitat de 200 ml i un pes de 105 g (±20 g).
- Si el tast inclou llet, aleshores s'ha d'afegir a la tassa abans d'abocar-hi el te infusionat, tret que això sigui contrari a la pràctica normal de l'organització que fa la prova.
- Si s'afegeix llet després de l'abocament del te, l'estàndard determina que el que millor resultat s'obtindrà quan el líquid estigui d'entre 65°C i 80°C.
- S'utilitzen 5 ml de llet per a la tassa gran, o 2,5 ml per a la tassa petita.

## Crítiques
El protocol ha estat criticat per ometre qualsevol menció de preescalfament de la tetera. Irlanda va ser l'únic país que va presentar objeccions i ho va fer adduïnt motius tècnics.
Tom Scott va assenyalar que la gent normalment interpreta l'estàndard com una forma prescriptiva de fer el te. També va afirmar que l'estàndard està destinat a permetre que la gent creï un te "decent".